# Arima Onsen
Arima Onsen (有馬温泉, Arima Onsen) je onsen (japonske toplice) v kobejski četrti Kita-ju na Japonskem. Velja za še vedno skriti zaklad sodobnega Kobeja, za goro Rokkō. Privablja številne Japonce, ki si želijo tišine s čudovitim naravnim okoljem in hkrati preprostega dostopa iz živahnih mest v metropolitanskem območju Kansai, vključno z Osako. Arima Onsen je bil imenovan v The Pillow Book, slavni knjigi iz obdobja Heian, kot eden od treh slavnih izvirov na Japonskem. V obdobju Edo je bil izbran za najprestižnejši vroč izvir.

## Zgodovina
Ta onsen je eden najstarejših na Japonskem, z Dōgo Onsenom v prefekturi Ehime in Širahama Onsenom v prefekturi Vakajama. Številni dokumenti od 8. stoletja našega štetja omenjajo ta onsen.
Glede na te dokumente sta bila med številnimi obiskovalci Arima Onsena tudi Gjoki (行基), karizmatični budistični menih iz 7. stoletja, in Ninsai (仁西), še en menih iz 12. stoletja. Ninsai naj bi zelo občudoval Arima Onsen in pomagal pri njegovem razvoju. Tojotomi Hidejoši je v 16. stoletju večkrat obiskal ta onsen.

## Izviri
Arima Onsen ima dve vrsti izvirov. En je kinsen (金泉, »zlati izvir«), ki ima vodo, obarvano rumenorjavo zaradi železa in soli. Drugi je ginsen (銀泉, »srebrni izvir«), ki je brezbarven in vsebuje radij in karbonat.

## Nastanitve
Leta 2007 je bilo na območju Arima Onsen več kot 20 hotelov in gostiln, pri čemer je bil Arima Grand Hotel eden največjih na tem območju.

## Galerija
- Kin-no-ju
- Park Zuihodži
- Park Tudumi-ga-taki
- Arima Grand Hotel
- Rjokan Gošo-besšo
- Tokyu Harvest Club Arima Rokusai
- XIV Arima Rikju